# Tantrisk sex
 Denne artikel bør gennemlæses af en person med fagkendskab for at sikre den faglige korrekthed.

Tantrisk sex er sex, som ikke så meget handler om det at "komme" eller få udløsning, men derimod at man forhaler den eller simpelthen undgår at få udløsning.
Tantrisk sex handler om intimitet, samvær og det ultimative nærvær og energier mellem to mennesker. Med korrekt udført tantrisk sex vil man opnå ekstase. 
Tantra i sig selv kan være en livsholdning.
| Sex | Spire Denne artikel om sex eller sexologi er en spire som bør udbygges. Du er velkommen til at hjælpe Wikipedia ved at udvide den. |